# Vuxenserie
| Vuxenserie |
| --- |
| Krazy Kat, en tidig intellektuell humorserie. - Betydelse – tecknad serie med vuxen målgrupp - Bakgrund – tidigt 1900-tal; 1960-talet - Ingredienser – drama, vardagsrealism, poesi, politik, pornografi m.m. - Exempel – Krazy Kat, Barbarella, Fritz the Cat |

Vuxenserie är en ibland använd beteckning för en tecknad serie som i första hand riktar sig till vuxna läsare. Genren som självständigt fenomen växte fram i flera länder under 1960-talet, även om en del tidiga serier också främst riktade sig till en äldre målgrupp.

## Olika slags "vuxet" innehåll
Det "vuxna" kan syfta på en mer komplicerad berättelse, som för att rätt förstås och uppskattas ofta förutsätter en vuxen läsares erfarenheter och/eller litterära smak. Exempel är V för Vendetta, Maus, Corto Maltese och många av senare års mer eller mindre självbiografiska serier. Även François Bourgeons Resande med vinden beskrivs ofta som en vuxenserie.
Det "vuxna" kan också syfta på ett innehåll där (avancerade) inslag av våld, tvång eller sex ingår i handlingen. De ingredienserna kan vara motiverade ur ett dokumentärt, politiskt eller litterärt perspektiv, men de kan också finnas där som ren underhållning. I ovannämnda V för Vendetta finns inslag av våld och tvång som bör ses i ljuset av berättelsens politiska (antiauktoritära) budskap. Sexinslag finns med i en del av de senare årens svenska seriealbum av självbiografiskt slag. Sex är också en bärande ingrediens i erotiska serier (med pornografi eller annan inriktning).

## Historik

### Internationellt
Tidiga tecknade serier vände sig ofta direkt till en vuxen läsekrets, med mer eller mindre intelligent humor och referenser till läsarens egna vuxna erfarenheter. Serier som Mannen som gör vad som faller honom in trycktes i humortidningar som lästes i det tidiga 1900-talets rakstugor. På samma sätt utvecklades många tidigare amerikanska dagspresserier till grafiska experiment (exempelvis Lille Nemo) eller skämtade friskt med sina läsare eller tidens stolligheter.
1930-talets äventyrsserier (Terry och piraterna, Tarzan, Fantomen med flera) började som underhållning för en läsekrets som var van vid pulplitteratur och äventyrsfilmer på bio. Genom den nya utgivningen av serietidningar spreds serieläsandet alltmer ner i åldrarna, i Sverige inte minst via Walt Disneys lättfattliga fabeldjursserier.
Nästa stora hopp i serieutvecklingen skedde på 1960-talet, då undergroundserier från USA och mer avantgardistiska vuxenserier (med eller utan sexinslag) från Italien och Frankrike förnyade den tecknade serien från var sitt håll. I USA kom nyheterna ofta genom egenutgivna alster (tidningar). I Italien/Frankrike gav man istället ut album, till en början med via små förlag, alternativt publicerade sig i tidningar som namngetts efter amerikanska sofistikerade dagspresserier (Linus i Italien, Charlie i Frankrike). Under 1970-talet startades sedan ett antal rena vuxenserietidningar, framför allt i Frankrike (L'Écho des Savanes, Métal Hurlant, Circus, Fluide Glacial och À Suivre). Den tidningsutgivningen kom mot slutet av 1980-talet att upphöra, medan vuxenserier i albumform kom att bli en integrerad del av seriemarknaden i bland annat Frankrike med grannländer samt Japan.

### Vuxenserier i Sverige
Enstaka vuxenserier publicerades Sverige redan på 1960-talet. I samband med långfilmen med Jane Fonda publicerades 1968 första volymen av Jean-Claude Forests Barbarella (originalutgiven 1962), en serie som i 60-talets sexliberala anda kombinerade science-fiction med lättklädda scener. I slutet av 1970-talet påbörjade Carlsen/if (som under decenniet blivit dominerade presentatör av seriealbum) en utgivning av mer vuxna serieberättelser, under etiketten "Serier för vuxna". Det var främst serier från franska tidningarna Métal Hurlant och (A Suivre). Försäljningsframgångarna uteblev dock, och albumen kom snart att realiseras ut,
Samtidigt hade en svensk originalproduktion av mer vuxna serier börjat synas. Ulf Frödins Älgen är lös (1977) var kanske[källa behövs] Sveriges första renodlade vuxenseriealbum. 1979 föddes alternativkulturtidskriften (både serier och andra konstformer) Galago och strax därefter albumtidningen Mammut. Även Semic Press-tidningen Svenska Serier bidrog till en ökad svensk produktion av serier av mer vuxet slag.
1982 startade Horst Schröder sitt första serieförlag – Medusa. Där publicerades både amerikanska undergroundserier som Fritz the Cat och europeiska vuxenserier av olika slag. Det kompletterades med svenska originalproduktioner. Två år senare startade Schröder förlaget RSR Epix, vilket under de kommande dryga åtta åren kom att bli sinnebilden för vuxenserier på den svenska seriemarknaden. Förlaget stod för en vid utgivning av olika sorters "vuxenserier", med allt från avantgardistiskt poetiska serier till de rena porrserierna utan (högre) konstnärliga inslag. Man kom med en strid ström av mer eller mindre kortlivade vuxenserietidningar av kontinentalt snitt och kompletterade med seriealbum i samma stil. Epix, Pox och Tung Metall var de tre viktigaste av tidningarna.

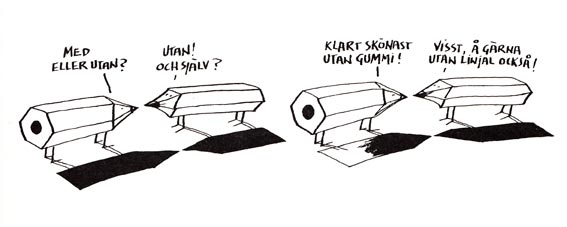
Under 1980-talet syntes allt fler serier för vuxna läsare, även i stora riksmedier. Aftonbladet, Göteborgs-Posten och Dagens Nyheter hade alla tre seriebilagor eller satsningar på nya svenska serieproduktioner via "gästserier" där man ofta riktade sig mot vuxna läsare. Den här serien är från 1982 års Aftonbladet, tecknad av Ulf Frödin.

I mitten av 1980-talet startades även ett antal andra svenska vuxenserietidningar. ETC förlag (där tidningen ETC redan introducerat den vilde humoristen Jean-Marc Reiser för sina läsare) kom 1983–1984 med tre nummer av tidningen Crack. Fyra nummer publicerades 1984 av Pulserande Metal, baserad på franska Métal Hurlant. 1985 gav Bokomotiv/Fria Serier (utgivare av Mammut) ett nummer av Elit serien, och samma år publicerade Semic Press tre nummer av tidningen Comet. Alla dessa tidningarna tvangs till snar nedläggning, delvis på grund av frontalkrock med en oförberedd svensk omgivning. Crack liknade en "vanlig" serietidning men hade okända serier och var helt tryckt i svart-vitt. Pulserande Metal drabbades av tryckeriproblem. Både Elit serien (som bjöd på Kalle och Kajsa Anka i sexsatir) och Comet (några enstaka homoerotiska inslag i tredje numret fick det Bonnierägda förlaget att omgående dra in utgivningen) råkade in i moralskandaler, något inte heller Horst Schröders tidningar slapp undan. 1989 polisanmäldes Pox – en tidning med stor en andel undergroundserier – anklagad för att sprida olaga våldsskildring. Till slut friades man, genom bland annat vittnesmål om att serier också är konst[källa behövs] och därför kan få dra nytta av konstens uttrycksfrihet.
Vid sidan av Comet lanserade Semic Press också satirtidningen Etikett, marknadsförd som en "vuxnare" variant av Svenska Mad. Den fick snart negativ publicitet med anledning av satir omkring nazismen[källa behövs] och tvangs lägga ner utgivningen. Flera medarbetare som därefter lämnade Semic Press startade 1986 det oberoende förlaget Pandora Press. Där startade man bland annat den sofistikerade humortidningen Larson! och äventyrsserietidningen Magnum Comics, bägge med en blandning av "vuxet" och mer traditionellt material.
De senaste decennierna har vi haft endast enstaka utpräglade vuxenserietidningar i Sverige (som Galago och Utopi). Ett par nya generationer svenska serieskapare har dock presenterat sig, med en stor andel självbiografiska och realistiska berättelser av vuxen karaktär. De flesta mottagarna av albumpriset Urhunden har gjort vuxenserier av något slag. I bräschen för den utvecklingen gick en 80-talsgeneration med namn som Joakim Pirinen, Max Andersson, Charlie Christensen och Ulf Lundkvist. På senare år har allt fler av de viktigaste namnen varit kvinnor – exempelvis Li Österberg, Joanna Rubin Dranger, Anneli Furmark och Nina Hemmingsson.

### Erotiska serier i Sverige
Ett antal olika typer av erotiska serier har de senaste decennierna getts ut på svenska. Här är några exempel:
- 70-talsserien James Fjong var enkelt humoristisk och publicerades i porrtidningen Piff.
- På 80-talet gav RSR Epix ut ett antal serier med sexinslag. Milo Manara och Paolo Eleuteri Serpieri var två av tecknarna med en elegant, ofta rent pornografisk berättarmetod, medan andra serier (ofta de ur amerikansk underground) blandade sexinslagen med vardag och/eller politiska vinklingar.
- I början av 90-talet producerade Oscar Caesar förlag porrserietidningen Kiss Comix, en översättning av motsvarande tidning från spanska förlaget La Cúpula.
- Kolik förlag har på senare år gett ut flera "feministiska porrserier" under etiketten "Femisex".